# Leigneux
Leigneux – miejscowość i gmina we Francji, w regionie Owernia-Rodan-Alpy, w departamencie Loara.
Według danych na rok 1990 gminę zamieszkiwało 328 osób, a gęstość zaludnienia wynosiła 72 osób/km² (wśród 2880 gmin regionu Rodan-Alpy Leigneux plasuje się na 1302. miejscu pod względem liczby ludności, natomiast pod względem powierzchni na miejscu 1551.).